# Grumman A-6 Intruder
A-6 Intruder je dvomotorni napadački zrakoplov američkog proizvođača Grumman. U službi je bio od 1963. do 1997.g. dok je poseban inačica ze elektronsko ratovanje EA-6B Prowler još uvijek u upotrebi (2007.g.).

## Inačice

### YA-6A
Sagrađeno je 8 prototipova i preproizvodnih zrakoplova koji su korišteni za razvoj A-6A Intrudera.

### A-6A
Prva inačica Intrudera koja je korištena u borbenim uvjetima konstruirana je za korištenje u noćnim i lošim vremenskim uvjetima uz pomoć DIANA (Digital Integrated Attack/Navigation Equipment) radarskog sustava. Korišteni su u vijetnamskom ratu i mnogi preživjeli zrakoplovi unparijeđene su u druge inačice. Ukupno je proizvedeno 488 inačica. 

### A-6B
Ova inačica je napravljena kao napadački zrakoplov na protuzrakoplovne raketne sustave. 
19 A-6A su preuređeni u A-6B između 1967. i 1970.g. Standardna oprema A-6A inačice zamijenjena je posebnom opremom za otkrivanje i praćenje neprijateljskih radarskih položaja i navođenje antiradarskih projektila. Per je izgubljeno u borbi, a ostale su A-6B inačice su preuređene u A-6E u kasnim 1970ih.

### A-6C
12 A-6A inačica prerađeno je u A-6C inačice 1970. za noćne napad na Ho Ši Minove staze u Vijetnamu. Jedan zrakoplov je izgubljen u borbi, a ostali su preuređeni u A-6E inačice.

### KA-6D
U ranim 1970im otprilike 78 A-6A i 12 A-6E preuređeni su u zračne tankere, kao potpora za nadolijevanje goriva ostalim zrakoplovima.

### A-6E
Definitivna napadačka inačica Intrudera, uvedena je 1970.g. s unapređenim navigacijskim i napadačkim sustavima.
A-6E inačica je ukupno 445 zrakoplova, oko 240 su preuređeni od A-6A/B/C inačica.

### A-6F i A-6G
Napredni A-6F Intruder II predloženi je 1980ih koji bi imao zamijenjene motore (Pratt & Whitney J52 s novim motorom General Electric F404 koji se koristi u F/A-18 Hornet što bi značajno poboljšalo ekonomiju motora i snagu. 
Iako je napravljeno pet razvojnih zrakoplova, američka mornarica je odustala od modela.
Grumman je predložio i jeftiniju A-6G inačicu koja bi imala napredne radarske sustave, ali bi zadržala stare motore, od čega se također odustalo.

### Inačice za elektronsko ratovanje
Inačica EA-6A Prowler konstruirana je posebno za elektroničko ratovanje. Samo 28 EA-6A sagrađena su (2 prototipa, 15 novo sagrađena, i 11 su prepravljeni A-6A inačica). Nakon vijetnamskog rata u kojem su korišteni, ova inačice je zadržana kao model za vježbanje sve do umirovljenja 1993.g.
Visoko specijalizirana inačica EA-6B Prowler još uvijek je zadržana u upotrebi (2007.g.). Proizveden je 170 zrakoplova.
- NA-6A - 3 YA-6A i 3 A-6A zrakoplova modificirani su za posebna testiranja
- YEA-6A - jedan YA-6A zrakoplov je preuređen u EA-6A prototip
- YEA-6B - 2 EA-6B prototipa, koja su modificirana za posebna testiranja
- NEA-6A - jedan EA-6A zrakoplova modificiran je za posebna testiranja

## Tehničke karakteristike (A-6E)
Osnovne karakteristike
- posada: 2
- dužina: 16,6 m
- raspon krila: 16,2 m
- površina krila: 49,1 m2
- visina: 4,75 m
- aeroprofil: NACA 64A009 mod korjen krila, NACA 64A005.9 vrh krila

Letne karakteristike
- najveća brzina: 1.040 km/h
- dolet: 5.222 km
- brzina penjanja: 38,7 m/s
- najveća visina leta: 12.400 m
- motor: 2× Pratt & Whitney J52-P8B mlazna motora